# Wielokąt prosty
Wielokąt prosty – wielokąt, którego boki tworzą zamkniętą łamaną (z czego wynika, że jest figurą spójną bez dziur), a dwa jego boki mają punkt wspólny tylko, gdy są sąsiadami.
Wielokąt prosty jest krzywą Jordana i jako taki rozdziela płaszczyznę na dwie spójne, rozłączne części.
Przykład wielokąta który nie jest prosty: pentagram.